# Joseph Egli

Joseph Egli (1971)

Joseph Egli (* 30. Mai 1923 in Mauensee; † 5. September 2007 in Sursee) war ein Schweizer Politiker (CVP). 

## Leben
Egli studierte Rechts- und Wirtschaftswissenschaften an den Universitäten Freiburg im Üechtland, Genf und Bern. Ab 1951 war er Rechtsanwalt mit eigener Praxis in Sursee. Von 1963 bis 1971 sass Egli im Grossen Rat des Kantons Luzern. Er war von 1969 bis 1979 Mitglied des Nationalrats.